# Santa Maria della Salute
Santa Maria della Salute, "Hälsans Sankta Marias Basilika", är en kyrkobyggnad i Venedig, uppförd i barockstil med en oktogonal grundplan och en stor kupol. Arkitekten var Baldassarre Longhena. 

## Historia
Venedig drabbades år 1630 av en pestepidemi. Stadens senat beslutade då, den 22 oktober 1630, att bygga basilikan till Jungfru Marias ära i hopp om att epidemin skulle få ett slut. Samtidigt beslutades att senaten skulle besöka kyrkan en gång om året för en tacksägelsegudstjänst.
Epidemin var över 1631 och hade då tagit en tredjedel av stadens invånare, 47 000 människor. Byggnationen av basilikan började samma år i stadsdelen Dorsoduro och pågick till 1687 och varje år den 21 november firar staden Festa della Madonna della Salute med en tacksägelsegudstjänst i basilikan.
På altaret står den flamländske konstnären Josse de Cortes (Giusto Le Court) skulptur Jungfrun med Barnet, och på höger sida om Jungfrun står en skulptur av en ung ädel dam (Staden Venedig) och på vänster sida en skulptur av en gammal kvinna (Pesten) bortjagad av en ängel.
I kyrkan finns också Tintorettos målning Bröllopet i Kana (1561) och takmålningen David och Goliat av Titian.
Platsen där basilikan ligger, Punta della Dogana, nås med vaporetto. Hållplatsen heter Salute.
Katarina kyrka i Stockholm är inspirerad av Santa Maria della Salute.